# Bruine gaasvliegen
Bruine gaasvliegen (Hemerobiidae) vormen een familie van insecten uit de orde van de netvleugeligen (Neuroptera).
Bruine gaasvliegen hebben overeenkomsten met  (groene) gaasvliegen. De kleur is echter in het algemeen bruin en de vleugels hebben een andere adering. Anders dan bij gaasvliegen hebben de vleugels van bruine gaasvliegen veel langgerekte aders die in de buurt van de vleugelrand vaak vertakken.
In Nederland komen 26 soorten bruine gaasvliegen voor, waarvan 22 inheems zijn.

## Onderverdeling
De familie van de bruine gaasvliegen kent de volgende onderverdeling in onderfamilies:
- Drepanepteryginae
- Hemerobiinae
- Megalominae
- Microminae
- Notiobiellinae
- Sympherobiinae

Alle soorten staan op de Lijst van bruine gaasvliegen.

## In Nederland waargenomen soorten
- Genus: Drepanepteryx
  - Drepanepteryx phalaenoides
- Genus: Hemerobius
  - Hemerobius atrifrons
  - Hemerobius contumax
  - Hemerobius humulinus
  - Hemerobius lutescens
  - Hemerobius micans
  - Hemerobius nitidulus
  - Hemerobius perelegans
  - Hemerobius pini
  - Hemerobius simulans
  - Hemerobius stigma
- Genus: Megalomus
  - Megalomus hirtus
- Genus: Micromus
  - Micromus angulatus
  - Micromus paganus
  - Micromus variegatus
- Genus: Psectra
  - Psectra diptera
- Genus: Sympherobius
  - Sympherobius elegans
  - Sympherobius fuscescens
  - Sympherobius klapaleki
  - Sympherobius pellucidus
  - Sympherobius pygmaeus
- Genus: Wesmaelius
  - Wesmaelius balticus
  - Wesmaelius concinnus
  - Wesmaelius nervosus
  - Wesmaelius quadrifasciatus
  - Wesmaelius subnebulosus